# HD 88133 b
HD 88133 b (بالإنجليزية: HD 88133 b)‏ الذي يرمز له بالرمز HD 88133b، هو كوكب خارج المجموعة الشمسية، في كوكبة الأسد، يتبع HD 88133 ‏.

## الاكتشاف
اكتشف في 6 سبتمبر 2004، وكانت طريقة الاكتشاف Doppler spectroscopy.